# Dorylus striatidens
Dorylus striatidens är en myrart som beskrevs av Santschi 1910. Dorylus striatidens ingår i släktet Dorylus och familjen myror. Inga underarter finns listade i Catalogue of Life.